# UCI ProTour 2009
UCI ProTour 2009 er den femte sæson UCI arrangerer sin ProTour.
Der er, ligesom i 2008-sæsonen, 18 hold i ProTouren, men der er sket to udskiftninger. Credit Agricole og Team Gerolsteiner er lukket, mens Garmin-Slipstream og Team Katusha kører med i ProTouren for deres første gang i 2009.

## Løb
Endeligt opdateret..
| Datoer           | Løb                      | Vinder                                               | ProTour førertrøjen                      |
| ---------------- | ------------------------ | ---------------------------------------------------- | ---------------------------------------- |
| 20.–25. januar   | Tour Down Under          | Allan Davis (Quick Step)                             | Allan Davis (Quick Step)                 |
| 5. april         | Ronde van Vlaanderen     | Stijn Devolder (Quick Step)                          | Allan Davis (Quick Step)                 |
| 8. april         | Gent-Wevelgem            | Edvald Boasson Hagen (Team Columbia-High Road)       | Allan Davis (Quick Step)                 |
| 6.–11. april     | Vuelta al País Vasco     | Alberto Contador (Astana)                            | Alberto Contador (Astana)                |
| 19. april        | Amstel Gold Race         | Sergej Ivanov (Team Katusha)                         | Heinrich Haussler (Cervélo TestTeam)     |
| 28. april–3. maj | Tour de Romandie         | Roman Kreuziger (Liquigas)                           | Heinrich Haussler (Cervélo TestTeam)     |
| 18.–24. maj      | Volta a Catalunya        | Alejandro Valverde (Caisse d'Epargne)                | Allan Davis (Quick Step)                 |
| 7.–14. juni      | Dauphiné Libéré          | Alejandro Valverde (Caisse d'Epargne)                | Alejandro Valverde (Caisse d'Epargne)    |
| 13.–21. juni     | Tour de Suisse           | Fabian Cancellara (Team Saxo Bank)                   | Alejandro Valverde (Caisse d'Epargne)    |
| 1. august        | Clásica de San Sebastián | Carlos Barredo (ESP) (Quick Step)                    | Alberto Contador (ESP) (Astana Pro Team) |
| 2.–8. August     | Tour de Pologne          | Alessandro Ballan (ITA) (Lampre-N.G.C.)              | Alberto Contador (ESP) (Astana Pro Team) |
| 16. august       | Vattenfall Cyclassics    | Tyler Farrar (USA) (Garmin-Slipstream)               | Alberto Contador (ESP) (Astana Pro Team) |
| 20.–27. august   | / Eneco Tour of Benelux  | Edvald Boasson Hagen (NOR) (Team Columbia-High Road) | Alberto Contador (ESP) (Astana Pro Team) |
| 23. august       | GP Ouest-France          | Simon Gerrans (AUS) (Cervélo TestTeam)               | Alberto Contador (ESP) (Astana Pro Team) |

## Hold
Senest opdateret 27. januar 2009 .
| UCI-kode | Officielt navn                   | Land       | Hjemmeside                                                                    |
| -------- | -------------------------------- | ---------- | ----------------------------------------------------------------------------- |
| ALM      | Ag2r-La Mondiale                 | Frankrig   | www.ag2r-cyclisme.com Arkiveret 21. maj 2007 hos Wayback Machine              |
| AST      | Astana Team                      | Kasakhstan | www.astana-cyclingteam.com Arkiveret 20. november 2020 hos Wayback Machine    |
| BTL      | Bbox Bouygues Télécom            | Frankrig   | www.equipebouyguestelecom.fr                                                  |
| COF      | Cofidis, Le Crédit par Téléphone | Frankrig   | www.equipe-cofidis.com                                                        |
| EUS      | Euskaltel-Euskadi                | Spanien    | www.fundacioneuskadi.com Arkiveret 4. november 2005 hos Wayback Machine       |
| FDJ      | Française des Jeux               | Frankrig   | www.fdjeux.com                                                                |
| FUJ      | Fuji-Servetto                    | Spanien    | www.fuji-servetto.com Arkiveret 27. marts 2009 hos Wayback Machine            |
| GCE      | Caisse d'Epargne                 | Spanien    | www.cyclisme-caisse-epargne.fr Arkiveret 9. november 2006 hos Wayback Machine |
| GRM      | Garmin-Slipstream                | USA        | www.slipstreamsports.com Arkiveret 29. januar 2009 hos Wayback Machine        |
| KAT      | Team Katusha                     | Rusland    | www.teamkatusha.com Arkiveret 16. december 2015 hos Wayback Machine           |
| LAM      | Lampre-N.G.C.                    | Italien    | www.teamlampre.com                                                            |
| LIQ      | Liquigas                         | Italien    | www.teamliquigas.it Arkiveret 10. marts 2007 hos Wayback Machine              |
| MRM      | Team Milram                      | Tyskland   | www.team-milram.de                                                            |
| QST      | Quick Step                       | Belgien    | www.qsi-cycling.com Arkiveret 4. oktober 2006 hos Wayback Machine             |
| RAB      | Rabobank                         | Holland    | www.rabobank.nl                                                               |
| SAX      | Team Saxo Bank                   | Danmark    | www.team-saxobank.com                                                         |
| SIL      | Silence-Lotto                    | Belgien    | www.davitamon-lotto.com Arkiveret 20. oktober 2006 hos Wayback Machine        |
| THR      | Team Columbia-High Road          | USA        | www.highroadsports.com Arkiveret 23. september 2020 hos Wayback Machine       |